# Juan Pablo Porello
Juan Pablo Porello (nacido el 27 de junio de 1977) es un exjugador de voleibol argentino. Formó parte de la selección masculina de voleibol argentina. Compitió con el equipo nacional en los Juegos Olímpicos de Verano de 2000 en Sídney, Australia, terminando cuarto.